# Hermann Ier de Winzenbourg
Hermann Ier de Winzenbourg (connu aussi comme Hermann de Windberg ; né vers 1083 et mort en 1137-1138) fut comte de Formbach et Radelberg. De 1109 à 1130, il est aussi comte de Winzenbourg et de 1122 à 1138, comte de Reinhausen. Il fut également landgrave de Thuringe de 1111 à 1130 et margrave de Misnie 1124 à 1130 et enfin bailli de l'abbaye de Corvey.

## Origine
Hermann est le fils du comte Meginhard IV de Formbach et Windberg, et de son épouse Mathilde, une fille du comte Elli II de Reinhausen. Dans sa jeunesse, il rejoint son oncle maternel l'évêque Udo de Gleichen-Reinhausen de Hildesheim (1079-1114). À Hildesheim, il suit les cours de l'école de la cathédrale. À l'âge de seize ans, il se rend avec son oncle à Mayence, où il est présenté à l'empereur le 9 novembre 1099. Il est le premier membre de sa famille à utiliser le titre de de Winzenbourg, lié au château de Winzenbourg, situé au sud-est d'Alfeld (Leine), qu'il reçoit comme fief de son oncle Udo.

## Apogée et chute
Hermann devient comme conseiller de l'empereur Henri V du Saint-Empire l'un des personnages les plus puissants du règne. En 1109, Henri V l'envoie à Rome comme membre d'une mission diplomatique. En 1111 ou 1112, il devient le premier Landgrave de Thuringe, après que ce domaine fut détaché du duché de Saxe. Il remplit à distance ses obligations de bailli de l'abbaye de Corvey et quand les fils du comte Widekind Ier de Schwalenberg attaquent l'abbaye, Herman demeure inactif.
Lors de la phase finale de la querelle des Investitures, il siège aux côtés du pape. Il semble être originaire d'Autriche sur le cours supérieur de l'Inn où il fait des donations importantes à Göttweig. En 1122, son oncle Hermann III de Reinhausen meurt à Formbach, et avec lui s'éteint la lignée masculine des comtes de Reinhausen. Comme son plus proche parent, Hermann Ier hérite de Reinhausen et il devient également bailli de l'abbaye de Reinhausen, fondation de ses ancêtres maternels. Plus tard la même année, son père meurt, et Hermann Ier hérite également de Windberg et Formbach. Il devient aussi comte de Leinegau.
En 1130, il entre en conflit avec Burchard Ier de Loccum, un conseiller du nouvel empereur Lothaire III du Saint-Empire
au sujet de l'édification du château de Burchard. Hermann Ier tue Burchard dans un cimetière. Le 18 aout 1130, lors de la Diète impériale de Quedlinbourg, Hermann est déclaré hors la loi comme meurtrier, et toutes ses possessions sont confisquées :
- le Landgraviat de Thuringe est attribué à Louis Ier de Thuringe ;
- le Margraviat de Misnie est donné en totalité à Conrad de Wettin ;
- le château de Winzenbourg et les manoirs liés sont restitués à l'évêché de Hildesheim, car ils étaient fiefs du diocèse.

## Dernières années
Hermann Ier et ses fils Hermann II et Henri se retirent dans le château de Winzenbourg qu'ils défendent plusieurs mois contre l'armée que l'empereur a envoyée contre eux. Ils font leur reddition le 31 décembre 1130. Hermann Ier est arrêté et envoyé à Blankenburg dans le Harz. Il est ensuite placé en détention en Rhénanie pendant plusieurs années. En 1134, il est libéré et chargé de tâches défensives subalternes dans Holstein. Il commande la forteresse de Segeberg, où il meurt en 1137 ou 1138. Sa mort est relevée dans un document de la famille fondatrice de l'abbaye de Reinhausen, établi par l'abbé Reinhard entre 1153 et 1156, Reinhard meurt lui-même le 7 mai 1156 et est inhumé dans l'église de l'abbaye de Reinhausen.

## Unions et postérité
Hermann conclut deux mariages. Sa première épouse est une comtesse de Everstein, dont le nom n'a pas été conservé et qui lui donne quatre enfants :
- Sophie de Winzenbourg (née vers 1105 – † 25 mars 1160), épouse Albert l'Ours, margrave de Brandebourg ;
- Conrad ;
- Dietrich ;
- Gottfried.

Sa seconde épouse est soit Hedwige d'Assel-Woltingerode ou Hedwige de Carniole-Istrie († 1162), une nièce du comte Ulrich II de Weimar-Orlamünde († 1112) avec qui il a cinq nouveaux enfants :
- Béatrix II de Quedlinbourg († 2 avril 1160) abbesse de Quedlinbourg de 1138 à 1160 ;
- Hermann II (né vers 1110 – † 20-30 janvier 1152) ;
- Matilde (également connue sous le nom de Jutta) († 22 mai 1155), épouse en 1128 le comte Udo IV de Stade, margrave de Nordmark (1128-1130) ;
- Henri III de Vindberg (né vers 1110-1115 – † 1146) ;
- Wolfgang de Vindberg († vers 1171).